# Hans Hermann Behr

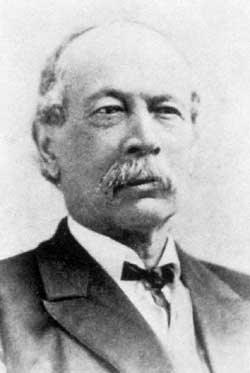
Hans Hermann Behr

Hans Hermann Behr (* 18. August 1818 in Köthen (Anhalt); † 6. März 1904 in San Francisco; auch Hans Herman Behr) war ein deutscher Mediziner, Botaniker und Entomologe. Sein offizielles botanisches Autorenkürzel lautet „Behr“.

## Leben
Behr studierte an der Friedrichs-Universität Halle und der Friedrich-Wilhelms-Universität zu Berlin Medizin. Seit 1839 war er Mitglied des Corps Marchia Halle und des Corps Moenania Würzburg. 1843 in Berlin promoviert, begab er sich auf ausgedehnte Forschungsreisen nach Australien, Asien und Afrika, die bis 1845 andauerten. Behr sammelte dort bis dato unbekannte Pflanzen und Insekten und führte sie der Kategorisierung zu. Wegen seiner Teilnahme an der Revolution von 1848 musste er seine preußische Heimat noch im selben Jahr überstürzt wieder verlassen. Zunächst kehrte er nach Australien zurück, bevor er 1850 in die USA emigrierte. Er praktizierte zunächst als Arzt in San Francisco und lehrte als Botanikprofessor am dortigen California College of Pharmacy, zu dessen Vizepräsident er von 1887 bis 1888 aufstieg. Später wurde Behr Prokurator der California Academy of Sciences. 1894 wurde er emeritiert. Behr trat auch als Dichter und Novellist in Erscheinung. In San Francisco ist die Hermann H. Behr Avenue nach ihm benannt.